# Chararica annuliferella
Chararica annuliferella är en fjärilsart som beskrevs av Dyar 1905. Chararica annuliferella ingår i släktet Chararica och familjen mott. Inga underarter finns listade i Catalogue of Life.